# Helicteres carthagenensis
Helicteres carthagenensis är en malvaväxtart som beskrevs av Nikolaus Joseph von Jacquin. Helicteres carthagenensis ingår i släktet Helicteres och familjen malvaväxter. Inga underarter finns listade i Catalogue of Life.